# 아르노 카밍아
아르노 카밍아(네덜란드어: Arno Kamminga, 1995년 10월 22일~)는 네덜란드의 수영 선수이다. 2020년 하계 올림픽 남자 평영 100m와 200m 종목에서 은메달을 획득했고 세계 선수권 대회에서 은메달 3개, 동메달 1개를 획득했다.